# Palacio Real de Estocolmo
El palacio de Estocolmo (en sueco: Stockholms slott) es la residencia oficial y el mayor de los palacios de la monarquía sueca. Aunque la residencia privada de la familia real es el palacio de Drottningholm. El palacio de Estocolmo está situado en Stadsholmen (“isla de la ciudad”), en Gamla Stan (la ciudad vieja) en la capital de Suecia, Estocolmo. Su vecino es el Riksdag o Parlamento Sueco.
Los asistentes personales del monarca (actualmente Carlos XVI Gustavo de Suecia) y de otros miembros de la familia real sueca así como los asistentes administrativos de la Casa del Rey también se encuentran aquí. El Palacio también se usa para propósitos de representación que realiza el rey cuando cumple con sus deberes como jefe de Estado.
La fachada sur del palacio da al gran talud del Slottsbacken (talud del Palacio); la fachada oriental bordea el Skeppsbron (puente de los barcos), un muelle pomposo que se extiende a lo largo de la costa oriental del casco antiguo de la ciudad; en la fachada norte está el Lejonbacken (talud de los leones), un sistema de rampas que lleva el nombre de los leones esculpidos en piedra que las coronan; el ala oeste del palacio bordea el espacio abierto del Högvaktsterrassen (patio de la guardia).

## Historia

### Etapa medieval
Se dice que ya en el siglo X había un bastión que defendía todo el lugar, esto se debe a unos pilares de madera que posiblemente serían el apoyo del cuartel militar. Algunos expertos han confirmado la presencia de una guarnición militar, la cual vivía en el bastión, aunque esto es aún objeto de muchas dudas.

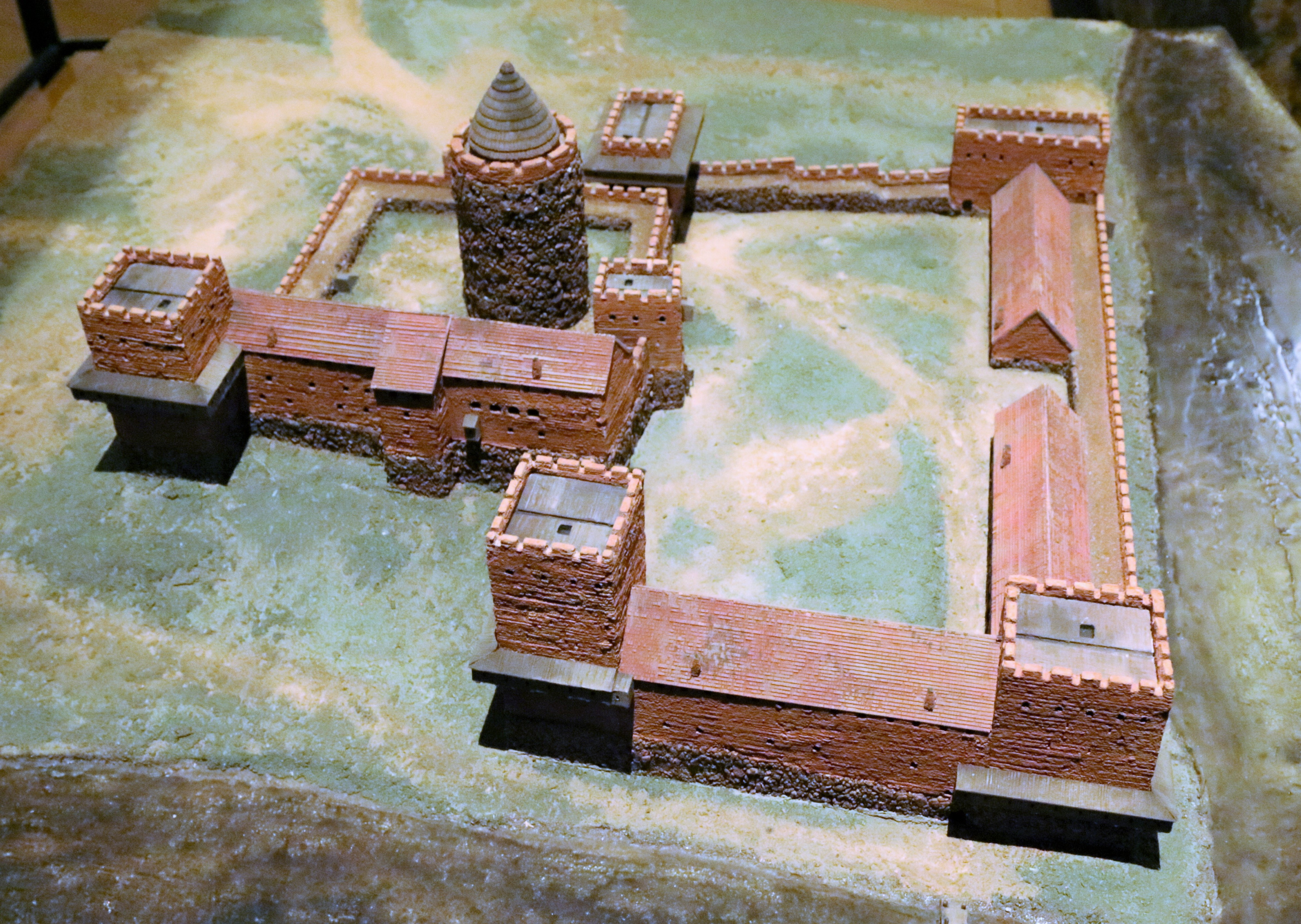
El castillo Tre Kronor durante el.

El antiguo castillo era una especie de fortaleza que se situaba en el lago Mälar, un lugar muy estratégico, el cual fue aprovechado por los vikingos, que solían pasar por aquel estrecho durante sus viajes por el Báltico. En el siglo XIII la fortaleza fue un punto muy importante para el reino de los suiones, ya que este espacio controlaba todo el valle, y por lo tanto, todo el lago Mälar, que solía estar infestado de embarcaciones marítimas.

### Asedio de la fortaleza

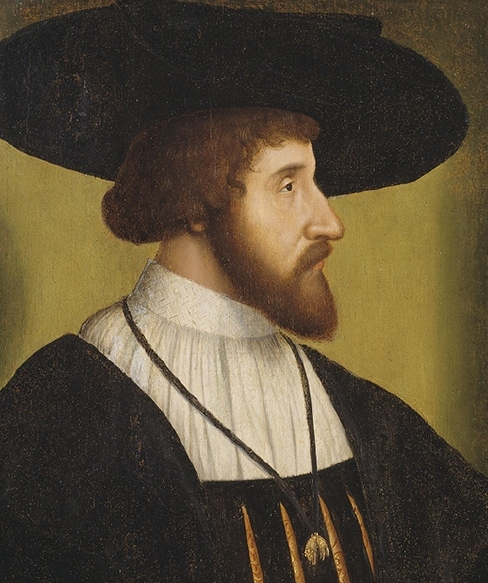
Retrato de Cristián II de Dinamarca, este monarca asedió el castillo, dejando grandes destrozos a su alrededor.

A pesar de que la fortaleza vivía en una etapa de auge constante, todo esto terminó de una manera muy trágica. Resulta que el rey danés Cristián II, apodado como "el Tirano" por los suecos, asedió la fortaleza en marzo de 1520, por lo que la reina Kristina Gyllenstierna, viuda de Sten Sture el Viejo, tuvo que firmar un acta de rendición, con el cual todos los obispos, burgueses y seguidores del antiguo rey sueco fueran ejecutados.

### La fortaleza como residencia del rey
Con el reinado de Gustavo Vasa Suecia alcanza su sueño de convertirse en un estado moderno, por lo que el rey se trasladó a Estocolmo, donde reformó toda la fortaleza con gran astucia. Numerosas piezas de artillería, junto con algunos fosos, y también varias murallas de carácter robusto defendían el castillo de una forma impecable. Poco a poco, la fortaleza se convirtió en la instalación defensiva más implacable de todo el Báltico.

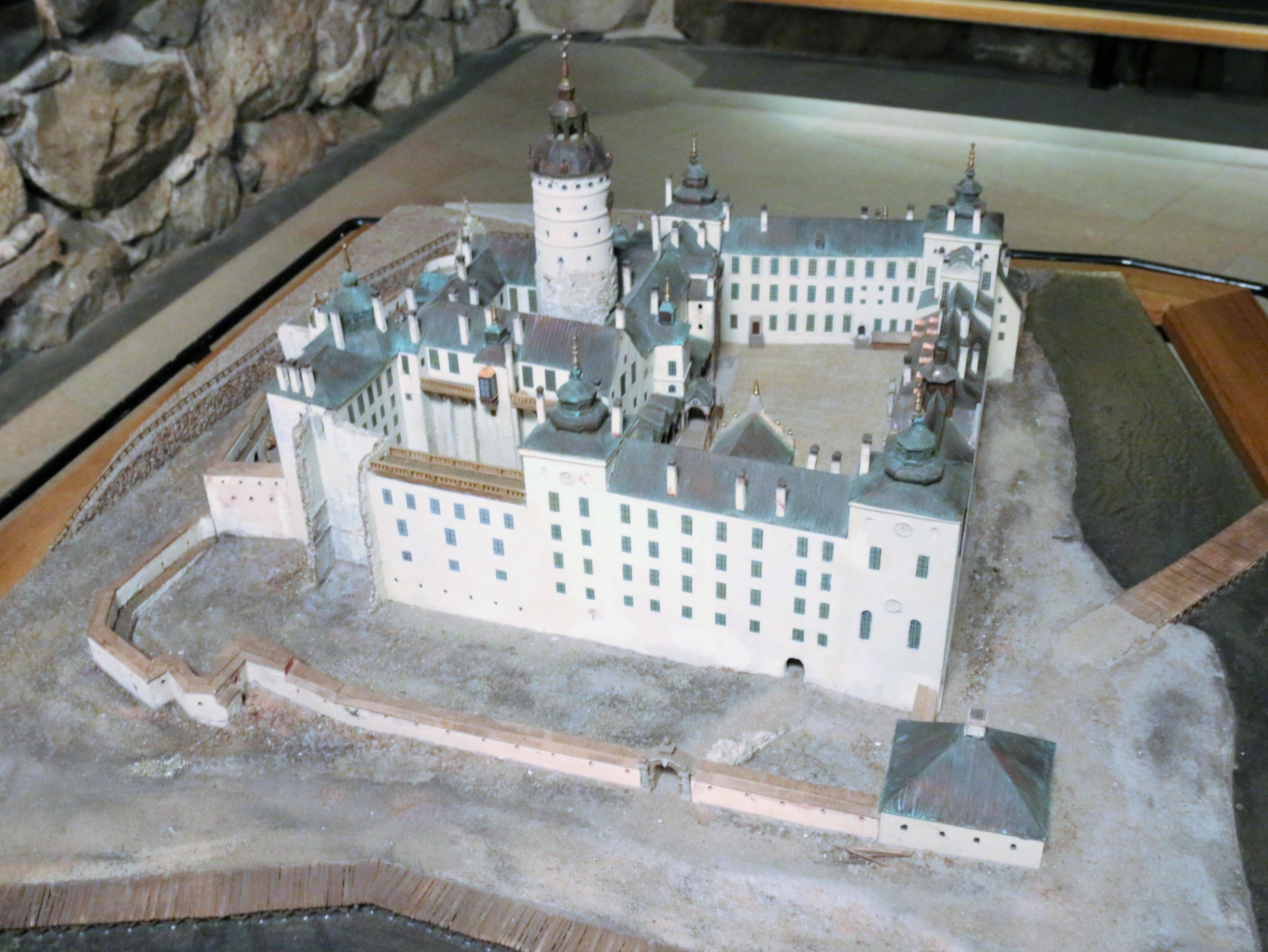
Tre Kronor durante el reinado de Juan III, que realizó numerosas reformas por todo el castillo.

Cuando Juan III fue coronado como rey de Suecia, la fortaleza pasó a convertirse en un castillo renacentista, que cumpliría con los requisitos necesarios para que la residencia real se convirtiera en todo un espacio de lujo. Para ello, el monarca contrató a Willem Boy.

### La residencia durante el Imperio Sueco
El rey Gustavo II Adolfo creó numerosos organismos centrales, aparte de que se formaron múltiples cortes de justicia en la capital sueca. Por aquellos años, el castillo dejó de ser una fortaleza para convertirse en un palacio moderno y elegante, por lo que se amplió todo el castillo, aunque este plan arquitectónico tuvo que esperar un tiempo, esto se debe a los problemas financieros del reino, que azotaban poco a poco la estabilidad económica del país. Finalmente, con la llegada del prestigioso arquitecto Nicodemus Tessin el Joven en el año 1690, este llevó al palacio sueco a la fama dentro de los países nórdicos, ya que el artista había estudiado con Lorenzo Bernini en Italia gracias a la mediación de Cristina de Suecia.

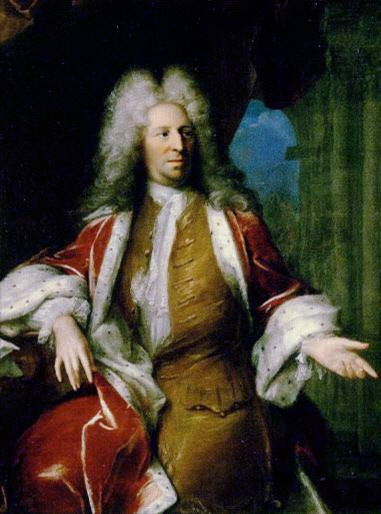
Retrato de Nicodemus Tessin, principal promotor en la restauración del palacio.

### El incendio de 1697
El 7 de mayo de 1697, a las dos de la tarde, el castillo sufrió la llegada de un inesperado incendio, que se extendió con rapidez por toda el área, hay numerosas crónicas que cuentan como se caía la bóveda de la torre, que junto con otros daños de gran magnitud dejaron a la parte más antigua del palacio echa un completo caos. Numerosos artistas de todo el continente visitaron la capital sueca durante esos días, como por ejemplo el francés René Descartes, que afirmó públicamente que muchas salas del castillo se encontraban en un estado pésimo.

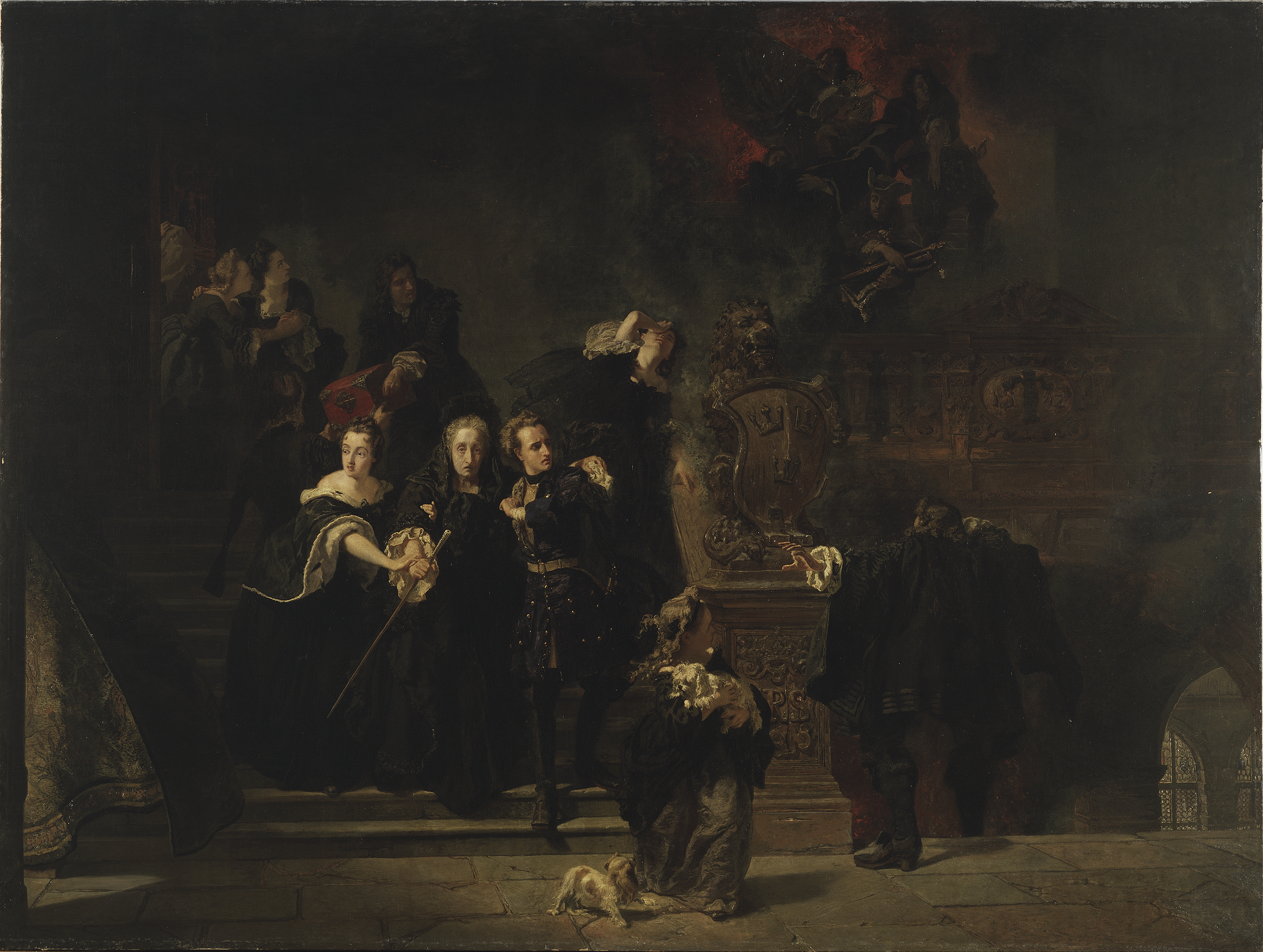
El Incendio en el Palacio Real, Johan Fredrik Höckert, Nationalmuseum.

El motivo del incendio nunca se estableció con claridad, pero se encontraron tres posibles culpables en febrero del año siguiente, Mattias Hansson, un soldado, y su superior, el bombero Sven Lindberg, los cuales fueron condenados a pena de muerte, mientras que Anders Andersson, otro soldado, es condenado a realizar trabajos forzados durante varios años.
A pesar de todo esto, el reino dio la orden de reconstruir el palacio con la ayuda de Nicodemus Tessin el Joven, que llegó a Estocolmo con una gran idea en mente, el barroco, esto despertó el interés de Suecia en países como Francia. Esto hizo que Suecia se olvidara de la arquitectura alemana, la cual influenció notablemente al urbanismo de las ciudades suecas.

### La primera fase de la reconstrucción del palacio (1697-1709)

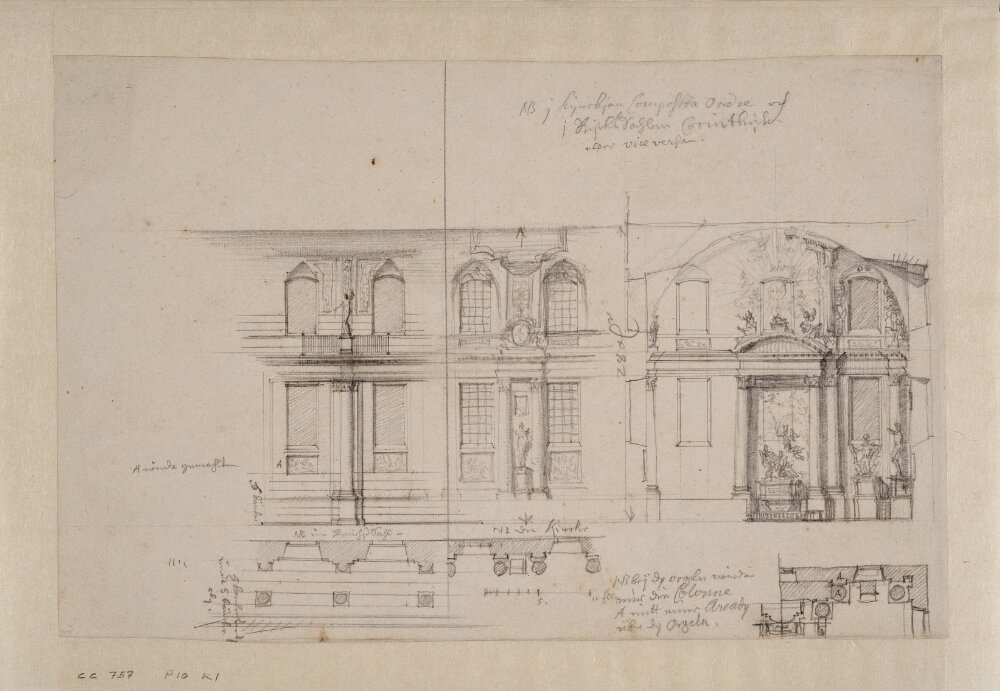
Dibujos de la Capilla Real por Nicodemus Tessin.

Carlos XII presionó a Tessin para que reconstruyera el palacio, de forma de que la residencia se convirtiera en uno de los palacios más grandes y hermosos de Europa, todo con el fin de superar a los daneses.
En ningún aspecto desmereciera al danés en magnificencia.

Carlos XII
El plan de reforma tenía que ser acabado dentro de seis años, pero la falta de recursos del reino dificultó el progreso de la obra, durante muchos años la obra se solía parar constantemente, y si no se paraba el trabajo era muy lento. En 1728, con la muerte de Tissen, su hijo, Carl Gustaf Tessin se encargaría personalmente de la obra arquitectónica.

### La segunda fase de la reconstrucción del palacio (1728-1771)
Carl Gustaf Tessin era un arquitecto de gran fama a nivel nacional, fue educado con los estilos francés y romano, por lo que todo el palacio empezó a tener una vibre más típica del barroco y del rococó que del renacimiento, esto cumplió los caprichos del monarca, que se quedó sorprendido por el gran talento del muchacho.

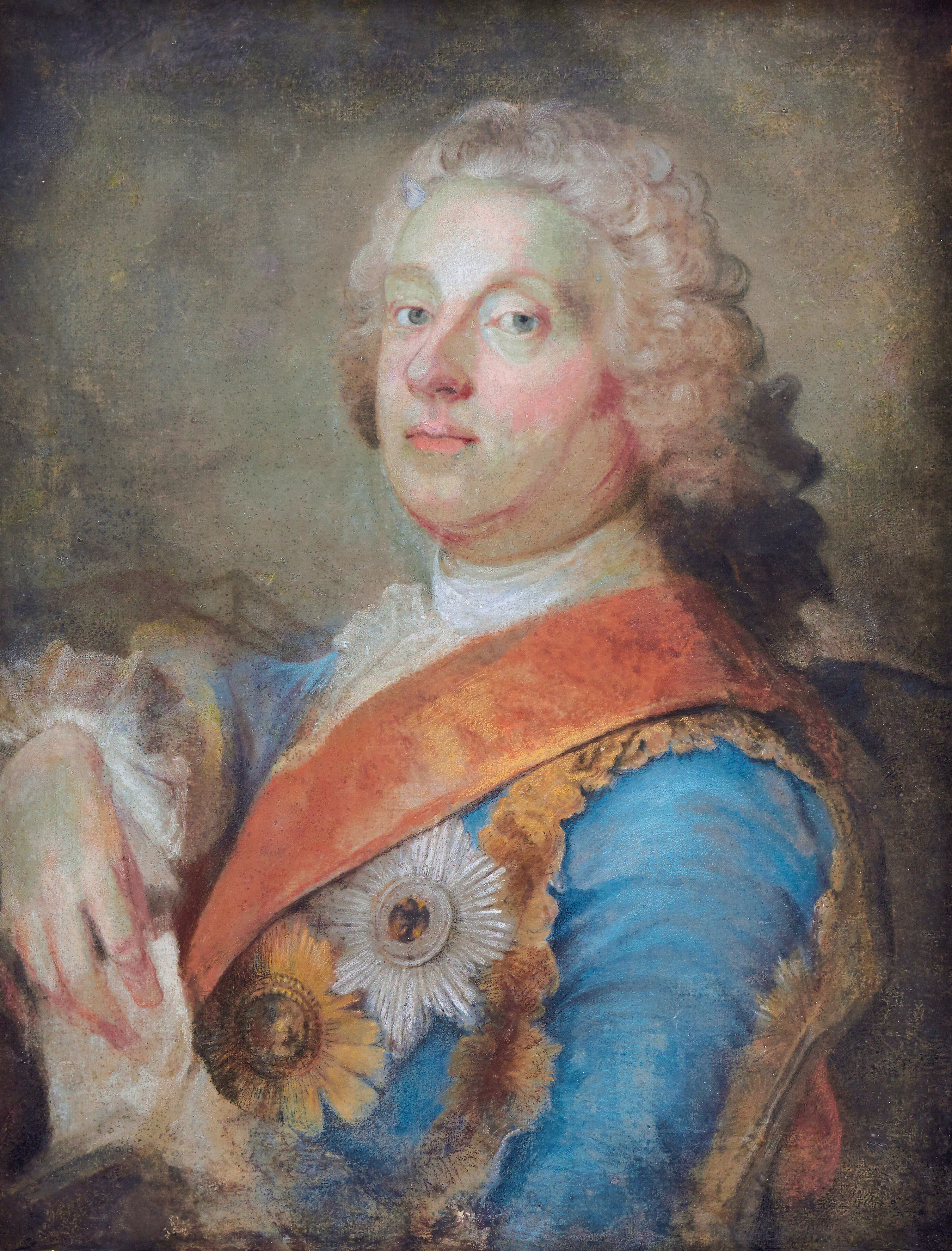
Retrato de Carl Gustaf Tessin, el sucesor de su padre en esta gran obra.

El hijo de Tessin contó con la ayuda del talentoso arquitecto Carl Hårleman, el cual tenía una estrecha relación con el sucesor de Tessin. Estos dos hicieron un trabajo excelente, además, siempre cumplieron las expectativas del rey, que estaba muy contento por el talento de los dos artistas.

## El palacio en la actualidad
El palacio está construido con ladrillo, con secciones de las fachadas oeste, sur y este cubiertas de piedra arenisca. El techo está algo inclinado hacia el interior. El techo está cubierto de cobre y está rodeado por una balaustrada de piedra que se extiende por todo el edificio principal.
El palacio tiene 609 habitaciones y es uno de los mayores palacios reales del mundo que sigue en uso con su propósito original. El palacio consiste en cuatro fachadas: la oeste, la sur, la norte y la este. La fachada sur representa a la nación, la oeste al rey, la fachada este a la reina y la fachada norte a la realeza. La fachada del palacio de oeste a este mide 115 metros; de norte a sur 120 metros. Estas cuatro fachadas rodean al patio interior.
Desde las esquinas del edificio principal, salen cuatro alas hacia el este y el oeste. Todas las alas tienen 48 metros de largo y 16 de ancho con excepción del ala suroeste que sólo mide 11 metros. La irregularidad se esconde gracias a dos alas semicirculares, que están separadas del palacio, y que rodean al patio exterior. El Logården (Jardín del Lince) es un pequeño jardín que se encuentra entre las alas sureste y noreste.